# کلردی‌مفورم
کلردی‌مفورم (به انگلیسی: Chlordimeform) یک ترکیب شیمیایی با شناسه پاب‌کم ۲۲۵۴۴ است. شکل ظاهری این ترکیب، جامد بلوری سفید است.